# Список населённых пунктов Куньинского района

## Городские населённые пункты
- Посёлок городского типа (рабочий посёлок) Кунья —  3763 человек (XII. 2000 г.)[1], 3527 человек (X. 2002 г.), 3127 человек (X. 2010 г.)[2], 2894 человека (I. 2013 г.)[3] —  городское поселение «Кунья».

## Сельские населённые пункты
Ниже представлен сортируемый (по столбцам) список сельских населённых пунктов Куньинского района Псковской области, распределённых по муниципальным образованиям (сельским поселениям— волостям) с оценками численности населения сельских населённых пунктов на конец 2000 года и по переписи населения 2002 года.													
| #   | #   | деревня          | 2000 г., чел. | 2002 г., чел. | волость             | бывшая волость (1995-2010) | бывшая волость (2011-2015) |
| --- | --- | ---------------- | ------------- | ------------- | ------------------- | -------------------------- | -------------------------- |
| 1   | 1   | Анашкино         | 6             | 9             | Жижицкая волость    | Жижицкая волость           | Жижицкая волость           |
| 2   | 2   | Артёмово         | 15            | 11            | Жижицкая волость    | Жижицкая волость           | Жижицкая волость           |
| 3   | 3   | Бодякино         | 1             | 0             | Жижицкая волость    | Жижицкая волость           | Жижицкая волость           |
| 4   | 4   | Бурая            | 35            | 13            | Жижицкая волость    | Жижицкая волость           | Жижицкая волость           |
| 5   | 5   | Васьково         | 1             | 0             | Жижицкая волость    | Жижицкая волость           | Жижицкая волость           |
| 6   | 6   | Горка            | 7             | 9             | Жижицкая волость    | Жижицкая волость           | Жижицкая волость           |
| 7   | 7   | Жижица           | 763           | 702           | Жижицкая волость    | Жижицкая волость           | Жижицкая волость           |
| 8   | 8   | Жуково           | 45            | 23            | Жижицкая волость    | Жижицкая волость           | Жижицкая волость           |
| 9   | 9   | Залучье          | 0             | 0             | Жижицкая волость    | Жижицкая волость           | Жижицкая волость           |
| 10  | 10  | Засеново         | 98            | 69            | Жижицкая волость    | Жижицкая волость           | Жижицкая волость           |
| 11  | 11  | Кадосно          | 51            | 43            | Жижицкая волость    | Жижицкая волость           | Жижицкая волость           |
| 12  | 12  | Карево           | 31            | 33            | Жижицкая волость    | Жижицкая волость           | Жижицкая волость           |
| 13  | 13  | Кудряницы        | 35            | 29            | Жижицкая волость    | Жижицкая волость           | Жижицкая волость           |
| 14  | 14  | Курово           | 22            | 14            | Жижицкая волость    | Жижицкая волость           | Жижицкая волость           |
| 15  | 15  | Логово           | 23            | 16            | Жижицкая волость    | Жижицкая волость           | Жижицкая волость           |
| 16  | 16  | Межуево          | 4             | 1             | Жижицкая волость    | Жижицкая волость           | Жижицкая волость           |
| 17  | 17  | Михайловское     | 20            | 19            | Жижицкая волость    | Жижицкая волость           | Жижицкая волость           |
| 18  | 18  | Наумово          | 472           | 471           | Жижицкая волость    | Жижицкая волость           | Жижицкая волость           |
| 19  | 19  | Никиткино        | 6             | 5             | Жижицкая волость    | Жижицкая волость           | Жижицкая волость           |
| 20  | 20  | Овечково         | 59            | 41            | Жижицкая волость    | Жижицкая волость           | Жижицкая волость           |
| 21  | 21  | Ольховец         | 2             | 16            | Жижицкая волость    | Жижицкая волость           | Жижицкая волость           |
| 22  | 22  | Осташово         | 3             | 0             | Жижицкая волость    | Жижицкая волость           | Жижицкая волость           |
| 23  | 23  | Плюхново         | 40            | 26            | Жижицкая волость    | Жижицкая волость           | Жижицкая волость           |
| 24  | 24  | Подколодье       | 1             | 1             | Жижицкая волость    | Жижицкая волость           | Жижицкая волость           |
| 25  | 25  | Подовалово       | 3             | 0             | Жижицкая волость    | Жижицкая волость           | Жижицкая волость           |
| 26  | 26  | Раонь            | 6             | 8             | Жижицкая волость    | Жижицкая волость           | Жижицкая волость           |
| 27  | 27  | Секаиха          | 1             | 0             | Жижицкая волость    | Жижицкая волость           | Жижицкая волость           |
| 28  | 28  | Сидорово         | 23            | 20            | Жижицкая волость    | Жижицкая волость           | Жижицкая волость           |
| 29  | 29  | Скалово          | 5             | 6             | Жижицкая волость    | Жижицкая волость           | Жижицкая волость           |
| 30  | 30  | Смыки            | 2             | 2             | Жижицкая волость    | Жижицкая волость           | Жижицкая волость           |
| 31  | 31  | Староселье       | 3             | 3             | Жижицкая волость    | Жижицкая волость           | Жижицкая волость           |
| 32  | 32  | Тихий Бор        | 5             | 7             | Жижицкая волость    | Жижицкая волость           | Жижицкая волость           |
| 33  | 33  | Хмелево          | 51            | 31            | Жижицкая волость    | Жижицкая волость           | Жижицкая волость           |
| 34  | 1   | Бегуново         | 26            | 14            | Каськовская волость | Каськовская волость        | Каськовская волость        |
| 35  | 2   | Бойково          | 24            | 19            | Каськовская волость | Каськовская волость        | Каськовская волость        |
| 36  | 3   | Бубиново         | 4             | 0             | Каськовская волость | Каськовская волость        | Каськовская волость        |
| 37  | 4   | Васьково         | 6             | 5             | Каськовская волость | Каськовская волость        | Каськовская волость        |
| 38  | 5   | Векшино          | 0             | 0             | Каськовская волость | Каськовская волость        | Каськовская волость        |
| 39  | 6   | Вшивка           | 14            | 17            | Каськовская волость | Каськовская волость        | Каськовская волость        |
| 40  | 7   | Гритьково        | 17            | 10            | Каськовская волость | Каськовская волость        | Каськовская волость        |
| 41  | 8   | Гришино          | 24            | 18            | Каськовская волость | Каськовская волость        | Каськовская волость        |
| 42  | 9   | Груздово         | 157           | 109           | Каськовская волость | Каськовская волость        | Каськовская волость        |
| 43  | 10  | Двинь-Покровское | 24            | 19            | Каськовская волость | Каськовская волость        | Каськовская волость        |
| 44  | 11  | Домнино          | 41            | 39            | Каськовская волость | Каськовская волость        | Каськовская волость        |
| 45  | 12  | Дубровка         | 0             | 0             | Каськовская волость | Каськовская волость        | Каськовская волость        |
| 46  | 13  | Ерохино          | 4             | 5             | Каськовская волость | Каськовская волость        | Каськовская волость        |
| 47  | 14  | Заборье          | 13            | 16            | Каськовская волость | Каськовская волость        | Каськовская волость        |
| 48  | 15  | Захарцево        | 9             | 9             | Каськовская волость | Каськовская волость        | Каськовская волость        |
| 49  | 16  | Зубари           | 1             | 0             | Каськовская волость | Каськовская волость        | Каськовская волость        |
| 50  | 17  | Ильичевка        | 31            | 29            | Каськовская волость | Каськовская волость        | Каськовская волость        |
| 51  | 18  | Камено           | 29            | 35            | Каськовская волость | Каськовская волость        | Каськовская волость        |
| 52  | 19  | Кардон           | 0             | 0             | Каськовская волость | Каськовская волость        | Каськовская волость        |
| 53  | 20  | Каськово         | 274           | 255           | Каськовская волость | Каськовская волость        | Каськовская волость        |
| 54  | 21  | Кладово          | 1             | 0             | Каськовская волость | Каськовская волость        | Каськовская волость        |
| 55  | 22  | Кочегарово       | 6             | 7             | Каськовская волость | Каськовская волость        | Каськовская волость        |
| 56  | 23  | Кривицы          | 25            | 19            | Каськовская волость | Каськовская волость        | Каськовская волость        |
| 57  | 24  | Курово           | 24            | 22            | Каськовская волость | Каськовская волость        | Каськовская волость        |
| 58  | 25  | Ластовка         | 3             | 5             | Каськовская волость | Каськовская волость        | Каськовская волость        |
| 59  | 26  | Мелюшаты         | 3             | 2             | Каськовская волость | Каськовская волость        | Каськовская волость        |
| 60  | 27  | Моршники         | 6             | 1             | Каськовская волость | Каськовская волость        | Каськовская волость        |
| 61  | 28  | Нижельское       | 65            | 76            | Каськовская волость | Каськовская волость        | Каськовская волость        |
| 62  | 29  | Петухи           | 13            | 3             | Каськовская волость | Каськовская волость        | Каськовская волость        |
| 63  | 30  | Подозерье        | 3             | 10            | Каськовская волость | Каськовская волость        | Каськовская волость        |
| 64  | 31  | Прилуки          | 9             | 17            | Каськовская волость | Каськовская волость        | Каськовская волость        |
| 65  | 32  | Пухлово          | 37            | 23            | Каськовская волость | Каськовская волость        | Каськовская волость        |
| 66  | 33  | Спичино          | 30            | 34            | Каськовская волость | Каськовская волость        | Каськовская волость        |
| 67  | 34  | Староселье       | 2             | 6             | Каськовская волость | Каськовская волость        | Каськовская волость        |
| 68  | 35  | Узмень           | 2             | 1             | Каськовская волость | Каськовская волость        | Каськовская волость        |
| 69  | 36  | Чернаково        | 19            | 21            | Каськовская волость | Каськовская волость        | Каськовская волость        |
| 70  | 37  | Шалонино         | 16            | 21            | Каськовская волость | Каськовская волость        | Каськовская волость        |
| 71  | 38  | Шаляпы           | 7             | 8             | Каськовская волость | Каськовская волость        | Каськовская волость        |
| 72  | 39  | Ямище            | 170           | 176           | Каськовская волость | Каськовская волость        | Каськовская волость        |
| 73  | 1   | Авинцы           | 12            | 10            | Куньинская волость  | Морозовская волость        | Слепнёвская волость        |
| 74  | 2   | Арестово         | 1             | 2             | Куньинская волость  | Морозовская волость        | Слепнёвская волость        |
| 75  | 3   | Балычи           | 1             | 0             | Куньинская волость  | Морозовская волость        | Слепнёвская волость        |
| 76  | 4   | Белавино         | 15            | 15            | Куньинская волость  | Морозовская волость        | Слепнёвская волость        |
| 77  | 5   | Боровинка        | 28            | 38            | Куньинская волость  | Октябрьская волость        | Слепнёвская волость        |
| 78  | 6   | Борок            | 189           | 165           | Куньинская волость  | Куньинская волость         | Боталовская волость        |
| 79  | 7   | Боталово         | 237           | 189           | Куньинская волость  | Куньинская волость         | Боталовская волость        |
| 80  | 8   | Бубново          | 8             | 7             | Куньинская волость  | Назимовская волость        | Назимовская волость        |
| 81  | 9   | Быково           | 85            | 75            | Куньинская волость  | Морозовская волость        | Слепнёвская волость        |
| 82  | 10  | Быково           | 30            | 28            | Куньинская волость  | Ущицкая волость            | Ущицкая волость            |
| 83  | 11  | Васютино         | 3             | 5             | Куньинская волость  | Морозовская волость        | Слепнёвская волость        |
| 84  | 12  | Вашуткино        | 17            | 17            | Куньинская волость  | Куньинская волость         | Боталовская волость        |
| 85  | 13  | Великополье      | 26            | 28            | Куньинская волость  | Куньинская волость         | Боталовская волость        |
| 86  | 14  | Волково          | 12            | 15            | Куньинская волость  | Октябрьская волость        | Слепнёвская волость        |
| 87  | 15  | Встеселово       | 194           | 165           | Куньинская волость  | Октябрьская волость        | Слепнёвская волость        |
| 88  | 16  | Гламазды         | 30            | 30            | Куньинская волость  | Морозовская волость        | Слепнёвская волость        |
| 89  | 17  | Голубово         | 6             | 9             | Куньинская волость  | Назимовская волость        | Назимовская волость        |
| 90  | 18  | Горка            | 75            | 73            | Куньинская волость  | Назимовская волость        | Назимовская волость        |
| 91  | 19  | Григоркино       | 12            | 8             | Куньинская волость  | Морозовская волость        | Слепнёвская волость        |
| 92  | 20  | Гришино          | 23            | 17            | Куньинская волость  | Куньинская волость         | Боталовская волость        |
| 93  | 21  | Гуляево          | 16            | 9             | Куньинская волость  | Назимовская волость        | Назимовская волость        |
| 94  | 22  | Денесково        | 1             | 2             | Куньинская волость  | Куньинская волость         | Боталовская волость        |
| 95  | 23  | Денисовка        | 15            | 14            | Куньинская волость  | Куньинская волость         | Боталовская волость        |
| 96  | 24  | Докукино         | 38            | 30            | Куньинская волость  | Куньинская волость         | Боталовская волость        |
| 97  | 25  | Дохино           | 2             | 2             | Куньинская волость  | Ущицкая волость            | Ущицкая волость            |
| 98  | 26  | Дрег             | 1             | 1             | Куньинская волость  | Морозовская волость        | Слепнёвская волость        |
| 99  | 27  | Дубняки          | 20            | 21            | Куньинская волость  | Ущицкая волость            | Ущицкая волость            |
| 100 | 28  | Евстигнеево      | 5             | 15            | Куньинская волость  | Октябрьская волость        | Слепнёвская волость        |
| 101 | 29  | Жегалово         | 9             | 5             | Куньинская волость  | Ущицкая волость            | Ущицкая волость            |
| 102 | 30  | Задорожье        | 23            | 19            | Куньинская волость  | Куньинская волость         | Боталовская волость        |
| 103 | 31  | Захаркино        | 1             | 1             | Куньинская волость  | Ущицкая волость            | Ущицкая волость            |
| 104 | 32  | Зеленово         | 1             | 0             | Куньинская волость  | Ущицкая волость            | Ущицкая волость            |
| 105 | 33  | Зехниха          | 5             | 0             | Куньинская волость  | Куньинская волость         | Боталовская волость        |
| 106 | 34  | Золотухино       | 32            | 27            | Куньинская волость  | Куньинская волость         | Боталовская волость        |
| 107 | 35  | Зубово           | 45            | 44            | Куньинская волость  | Куньинская волость         | Боталовская волость        |
| 108 | 36  | Зябки            | 5             | 5             | Куньинская волость  | Октябрьская волость        | Слепнёвская волость        |
| 109 | 37  | Качнево          | 4             | 5             | Куньинская волость  | Назимовская волость        | Назимовская волость        |
| 110 | 38  | Клин             | 62            | 62            | Куньинская волость  | Куньинская волость         | Боталовская волость        |
| 111 | 39  | Коврыжкино       | 9             | 2             | Куньинская волость  | Октябрьская волость        | Слепнёвская волость        |
| 112 | 40  | Кожино           | 17            | 9             | Куньинская волость  | Октябрьская волость        | Слепнёвская волость        |
| 113 | 41  | Колотовка        | 1             | 0             | Куньинская волость  | Октябрьская волость        | Слепнёвская волость        |
| 114 | 42  | Корнилово        | 263           | 224           | Куньинская волость  | Ущицкая волость            | Ущицкая волость            |
| 115 | 43  | Котово           | 29            | 24            | Куньинская волость  | Морозовская волость        | Слепнёвская волость        |
| 116 | 44  | Кошелево         | 15            | 19            | Куньинская волость  | Октябрьская волость        | Слепнёвская волость        |
| 117 | 45  | Красная Вешня    | 28            | 27            | Куньинская волость  | Куньинская волость         | Боталовская волость        |
| 118 | 46  | Красная Горка    | 32            | 28            | Куньинская волость  | Ущицкая волость            | Ущицкая волость            |
| 119 | 47  | Кресты           | 162           | 144           | Куньинская волость  | Куньинская волость         | Боталовская волость        |
| 120 | 48  | Кретивля         | 7             | 2             | Куньинская волость  | Морозовская волость        | Слепнёвская волость        |
| 121 | 49  | Крюки            | 15            | 15            | Куньинская волость  | Назимовская волость        | Назимовская волость        |
| 122 | 50  | Кузнецово        | 32            | 34            | Куньинская волость  | Куньинская волость         | Боталовская волость        |
| 123 | 51  | Курилово         | 28            | 20            | Куньинская волость  | Морозовская волость        | Слепнёвская волость        |
| 124 | 52  | Куркино          | 13            | 16            | Куньинская волость  | Морозовская волость        | Слепнёвская волость        |
| 125 | 53  | Курьяниха        | 19            | 14            | Куньинская волость  | Ущицкая волость            | Ущицкая волость            |
| 126 | 54  | Лазарево         | 34            | 37            | Куньинская волость  | Октябрьская волость        | Слепнёвская волость        |
| 127 | 55  | Ларьково         | 4             | 3             | Куньинская волость  | Морозовская волость        | Слепнёвская волость        |
| 128 | 56  | Лесни            | 4             | 3             | Куньинская волость  | Назимовская волость        | Назимовская волость        |
| 129 | 57  | Луговицы         | 22            | 20            | Куньинская волость  | Куньинская волость         | Боталовская волость        |
| 130 | 58  | Лукино           | 90            | 95            | Куньинская волость  | Ущицкая волость            | Ущицкая волость            |
| 131 | 59  | Люткино          | 9             | 3             | Куньинская волость  | Морозовская волость        | Слепнёвская волость        |
| 132 | 60  | Малахово         | 10            | 17            | Куньинская волость  | Октябрьская волость        | Слепнёвская волость        |
| 133 | 61  | Малюткино        | 19            | 12            | Куньинская волость  | Морозовская волость        | Слепнёвская волость        |
| 134 | 62  | Мартьяново       | 23            | 18            | Куньинская волость  | Морозовская волость        | Слепнёвская волость        |
| 135 | 63  | Матушкино        | 20            | 14            | Куньинская волость  | Куньинская волость         | Боталовская волость        |
| 136 | 64  | Микушкино        | 2             | 8             | Куньинская волость  | Морозовская волость        | Слепнёвская волость        |
| 137 | 65  | Мишково          | 71            | 57            | Куньинская волость  | Куньинская волость         | Боталовская волость        |
| 138 | 66  | Мокрики          | 72            | 69            | Куньинская волость  | Ущицкая волость            | Ущицкая волость            |
| 139 | 67  | Назимово         | 9             | 13            | Куньинская волость  | Назимовская волость        | Назимовская волость        |
| 140 | 68  | Нивы             | 4             | 3             | Куньинская волость  | Назимовская волость        | Назимовская волость        |
| 141 | 69  | Никольское       | 37            | 29            | Куньинская волость  | Куньинская волость         | Боталовская волость        |
| 142 | 70  | Новарково        | 8             | 8             | Куньинская волость  | Ущицкая волость            | Ущицкая волость            |
| 143 | 71  | Новотроицкое     | 14            | 7             | Куньинская волость  | Куньинская волость         | Боталовская волость        |
| 144 | 72  | Новый Посёлок    | 20            | 11            | Куньинская волость  | Морозовская волость        | Слепнёвская волость        |
| 145 | 73  | Обжино           | 62            | 59            | Куньинская волость  | Куньинская волость         | Боталовская волость        |
| 146 | 74  | Огородцы         | 31            | 23            | Куньинская волость  | Назимовская волость        | Назимовская волость        |
| 147 | 75  | Пески            | 124           | 129           | Куньинская волость  | Куньинская волость         | Боталовская волость        |
| 148 | 76  | Петелино         | 103           | 95            | Куньинская волость  | Куньинская волость         | Боталовская волость        |
| 149 | 77  | Печково          | 22            | 24            | Куньинская волость  | Морозовская волость        | Слепнёвская волость        |
| 150 | 78  | Плешково         | 0             | 1             | Куньинская волость  | Куньинская волость         | Боталовская волость        |
| 151 | 79  | Поташово         | 4             | 6             | Куньинская волость  | Морозовская волость        | Слепнёвская волость        |
| 152 | 80  | Потеплино        | 73            | 77            | Куньинская волость  | Морозовская волость        | Слепнёвская волость        |
| 153 | 81  | Пухтево          | 67            | 58            | Куньинская волость  | Куньинская волость         | Боталовская волость        |
| 154 | 82  | Пыньки           | 49            | 29            | Куньинская волость  | Октябрьская волость        | Слепнёвская волость        |
| 155 | 83  | Рябово           | 27            | 23            | Куньинская волость  | Морозовская волость        | Слепнёвская волость        |
| 156 | 84  | Секутьево        | 35            | 27            | Куньинская волость  | Морозовская волость        | Слепнёвская волость        |
| 157 | 85  | Сергино          |               | 0             | Куньинская волость  | Ущицкая волость            | Ущицкая волость            |
| 158 | 86  | Слепнёво         | 197           | 171           | Куньинская волость  | Морозовская волость        | Слепнёвская волость        |
| 159 | 87  | Слоново          | 3             | 4             | Куньинская волость  | Октябрьская волость        | Слепнёвская волость        |
| 160 | 88  | Сопки            | 224           | 193           | Куньинская волость  | Назимовская волость        | Назимовская волость        |
| 161 | 89  | Спичино          | 28            | 19            | Куньинская волость  | Морозовская волость        | Слепнёвская волость        |
| 162 | 90  | Староселье       | 11            | 5             | Куньинская волость  | Куньинская волость         | Боталовская волость        |
| 163 | 91  | Степанцево       | 5             | 2             | Куньинская волость  | Назимовская волость        | Назимовская волость        |
| 164 | 92  | Стишково         | 25            | 20            | Куньинская волость  | Октябрьская волость        | Слепнёвская волость        |
| 165 | 93  | Ступино          | 29            | 40            | Куньинская волость  | Ущицкая волость            | Ущицкая волость            |
| 166 | 94  | Суворово         | 30            | 31            | Куньинская волость  | Куньинская волость         | Боталовская волость        |
| 167 | 95  | Таборы           | 6             | 5             | Куньинская волость  | Куньинская волость         | Боталовская волость        |
| 168 | 96  | Токарево         | 10            | 13            | Куньинская волость  | Морозовская волость        | Слепнёвская волость        |
| 169 | 97  | Точилово         | 22            | 23            | Куньинская волость  | Назимовская волость        | Назимовская волость        |
| 170 | 98  | Трубицы          | 57            | 57            | Куньинская волость  | Назимовская волость        | Назимовская волость        |
| 171 | 99  | Трулино          | 20            | 20            | Куньинская волость  | Куньинская волость         | Боталовская волость        |
| 172 | 100 | Удачино          | 5             | 7             | Куньинская волость  | Куньинская волость         | Боталовская волость        |
| 173 | 101 | Ущицы            | 434           | 413           | Куньинская волость  | Ущицкая волость            | Ущицкая волость            |
| 174 | 102 | Федорцево        | 28            | 29            | Куньинская волость  | Куньинская волость         | Боталовская волость        |
| 175 | 103 | Филипцево        | 35            | 26            | Куньинская волость  | Куньинская волость         | Боталовская волость        |
| 176 | 104 | Харитоново       | 55            | 49            | Куньинская волость  | Октябрьская волость        | Слепнёвская волость        |
| 177 | 105 | Хомушино         | 39            | 39            | Куньинская волость  | Морозовская волость        | Слепнёвская волость        |
| 178 | 106 | Хрущели          | 18            | 12            | Куньинская волость  | Морозовская волость        | Слепнёвская волость        |
| 179 | 107 | Шарапово         | 23            | 16            | Куньинская волость  | Морозовская волость        | Слепнёвская волость        |
| 180 | 108 | Шейкино          | 455           | 425           | Куньинская волость  | Назимовская волость        | Назимовская волость        |
| 181 | 109 | Шестаково        | 2             | 1             | Куньинская волость  | Морозовская волость        | Слепнёвская волость        |
| 182 | 110 | Шутово           | 7             | 4             | Куньинская волость  | Ущицкая волость            | Ущицкая волость            |
| 183 | 111 | Щукино           | 8             | 3             | Куньинская волость  | Куньинская волость         | Боталовская волость        |
| 184 | 112 | Яблоница         | 11            | 12            | Куньинская волость  | Куньинская волость         | Боталовская волость        |
| 185 | 113 | Ямниково         | 0             | 0             | Куньинская волость  | Ущицкая волость            | Ущицкая волость            |
| 186 | 1   | Альфимково       | 19            | 19            | Пухновская волость  | Пухновская волость         | Пухновская волость         |
| 187 | 2   | Андроново        | 86            | 72            | Пухновская волость  | Усмынская волость          | Долговицкая волость        |
| 188 | 3   | Бараново         | 47            | 27            | Пухновская волость  | Пухновская волость         | Пухновская волость         |
| 189 | 4   | Блехово          | 35            | 23            | Пухновская волость  | Усмынская волость          | Долговицкая волость        |
| 190 | 5   | Боброедово       | 4             | 0             | Пухновская волость  | Крестовская волость        | Долговицкая волость        |
| 191 | 6   | Боровка          | 118           | 101           | Пухновская волость  | Крестовская волость        | Долговицкая волость        |
| 192 | 7   | Боровково        | 188           | 149           | Пухновская волость  | Пухновская волость         | Пухновская волость         |
| 193 | 8   | Боровые          | 32            | 19            | Пухновская волость  | Крестовская волость        | Долговицкая волость        |
| 194 | 9   | Борок            |               | 0             | Пухновская волость  | Западно-Двинская волость   | Пухновская волость         |
| 195 | 10  | Бренево          | 26            | 16            | Пухновская волость  | Пухновская волость         | Пухновская волость         |
| 196 | 11  | Булавкино        | 26            | 26            | Пухновская волость  | Пухновская волость         | Пухновская волость         |
| 197 | 12  | Бурщина          | 20            | 11            | Пухновская волость  | Крестовская волость        | Долговицкая волость        |
| 198 | 13  | Войлово          | 58            | 43            | Пухновская волость  | Усмынская волость          | Долговицкая волость        |
| 199 | 14  | Выдрие           | 14            | 13            | Пухновская волость  | Усмынская волость          | Долговицкая волость        |
| 200 | 15  | Вырвино          | 11            | 6             | Пухновская волость  | Крестовская волость        | Долговицкая волость        |
| 201 | 16  | Гладыши          | 51            | 43            | Пухновская волость  | Крестовская волость        | Долговицкая волость        |
| 202 | 17  | Глясное          | 8             | 8             | Пухновская волость  | Западно-Двинская волость   | Пухновская волость         |
| 203 | 18  | Городец          | 6             | 4             | Пухновская волость  | Западно-Двинская волость   | Пухновская волость         |
| 204 | 19  | Городно          | 38            | 24            | Пухновская волость  | Западно-Двинская волость   | Пухновская волость         |
| 205 | 20  | Губа             | 34            | 38            | Пухновская волость  | Западно-Двинская волость   | Пухновская волость         |
| 206 | 21  | Долговица        | 201           | 153           | Пухновская волость  | Крестовская волость        | Долговицкая волость        |
| 207 | 22  | Дубровка         | 7             | 5             | Пухновская волость  | Крестовская волость        | Долговицкая волость        |
| 208 | 23  | Еремино          | 5             | 8             | Пухновская волость  | Крестовская волость        | Долговицкая волость        |
| 209 | 24  | Ермолово         | 7             | 4             | Пухновская волость  | Пухновская волость         | Пухновская волость         |
| 210 | 25  | Жигули           | 31            | 24            | Пухновская волость  | Крестовская волость        | Долговицкая волость        |
| 211 | 26  | Завыйково        | 3             | 0             | Пухновская волость  | Крестовская волость        | Долговицкая волость        |
| 212 | 27  | Задорожье        | 9             | 8             | Пухновская волость  | Крестовская волость        | Долговицкая волость        |
| 213 | 28  | Затурщина        | 55            | 49            | Пухновская волость  | Крестовская волость        | Долговицкая волость        |
| 214 | 29  | Карпово          | 9             | 6             | Пухновская волость  | Крестовская волость        | Долговицкая волость        |
| 215 | 30  | Кленовка         | 19            | 5             | Пухновская волость  | Усмынская волость          | Долговицкая волость        |
| 216 | 31  | Ковали           | 22            | 10            | Пухновская волость  | Крестовская волость        | Долговицкая волость        |
| 217 | 32  | Козинцево        | 11            | 9             | Пухновская волость  | Крестовская волость        | Долговицкая волость        |
| 218 | 33  | Косилово         | 18            | 13            | Пухновская волость  | Крестовская волость        | Долговицкая волость        |
| 219 | 34  | Коханино         | 2             | 2             | Пухновская волость  | Крестовская волость        | Долговицкая волость        |
| 220 | 35  | Кресты           | 217           | 164           | Пухновская волость  | Крестовская волость        | Долговицкая волость        |
| 221 | 36  | Кузьмино         | 8             | 6             | Пухновская волость  | Крестовская волость        | Долговицкая волость        |
| 222 | 37  | Липицы           | 17            | 16            | Пухновская волость  | Пухновская волость         | Пухновская волость         |
| 223 | 38  | Лисичино         | 37            | 27            | Пухновская волость  | Крестовская волость        | Долговицкая волость        |
| 224 | 39  | Лопатуха         | 11            | 11            | Пухновская волость  | Крестовская волость        | Долговицкая волость        |
| 225 | 40  | Манево           | 37            | 41            | Пухновская волость  | Пухновская волость         | Пухновская волость         |
| 226 | 41  | Мельница         | 2             | 2             | Пухновская волость  | Пухновская волость         | Пухновская волость         |
| 227 | 42  | Меняково         | 18            | 17            | Пухновская волость  | Западно-Двинская волость   | Пухновская волость         |
| 228 | 43  | Метино           | 2             | 1             | Пухновская волость  | Усмынская волость          | Долговицкая волость        |
| 229 | 44  | Неупокоица       | 2             | 1             | Пухновская волость  | Пухновская волость         | Пухновская волость         |
| 230 | 45  | Никулино         | 36            | 36            | Пухновская волость  | Крестовская волость        | Долговицкая волость        |
| 231 | 46  | Орехново         | 6             | 5             | Пухновская волость  | Пухновская волость         | Пухновская волость         |
| 232 | 47  | Осиновка         | 5             | 1             | Пухновская волость  | Западно-Двинская волость   | Пухновская волость         |
| 233 | 48  | Паньково         | 19            | 19            | Пухновская волость  | Крестовская волость        | Долговицкая волость        |
| 234 | 49  | Петрово          | 4             | 6             | Пухновская волость  | Пухновская волость         | Пухновская волость         |
| 235 | 50  | Полонейка        | 45            | 41            | Пухновская волость  | Западно-Двинская волость   | Пухновская волость         |
| 236 | 51  | Потащня          | 16            | 7             | Пухновская волость  | Крестовская волость        | Долговицкая волость        |
| 237 | 52  | Починки          | 6             | 5             | Пухновская волость  | Крестовская волость        | Долговицкая волость        |
| 238 | 53  | Прихабы          | 268           | 230           | Пухновская волость  | Западно-Двинская волость   | Пухновская волость         |
| 239 | 54  | Пузаново         | 25            | 15            | Пухновская волость  | Крестовская волость        | Долговицкая волость        |
| 240 | 55  | Пурышкино        | 16            | 14            | Пухновская волость  | Крестовская волость        | Долговицкая волость        |
| 241 | 56  | Пустынники       | 6             | 5             | Пухновская волость  | Западно-Двинская волость   | Пухновская волость         |
| 242 | 57  | Пухново          | 289           | 223           | Пухновская волость  | Пухновская волость         | Пухновская волость         |
| 243 | 58  | Росно            | 10            | 3             | Пухновская волость  | Усмынская волость          | Долговицкая волость        |
| 244 | 59  | Ростани          | 23            | 23            | Пухновская волость  | Крестовская волость        | Долговицкая волость        |
| 245 | 60  | Сафоново         | 12            | 7             | Пухновская волость  | Пухновская волость         | Пухновская волость         |
| 246 | 61  | Селище           | 5             | 4             | Пухновская волость  | Западно-Двинская волость   | Пухновская волость         |
| 247 | 62  | Симакино         | 4             | 3             | Пухновская волость  | Пухновская волость         | Пухновская волость         |
| 248 | 63  | Соловьёво        | 38            | 29            | Пухновская волость  | Пухновская волость         | Пухновская волость         |
| 249 | 64  | Тетеревни        | 1             | 0             | Пухновская волость  | Усмынская волость          | Долговицкая волость        |
| 250 | 65  | Титово           | 3             | 0             | Пухновская волость  | Пухновская волость         | Пухновская волость         |
| 251 | 66  | Усмынь, село     | 381           | 357           | Пухновская волость  | Усмынская волость          | Долговицкая волость        |
| 252 | 67  | Устье            | 9             | 6             | Пухновская волость  | Крестовская волость        | Долговицкая волость        |
| 253 | 68  | Хлебаниха        | 9             | 16            | Пухновская волость  | Западно-Двинская волость   | Пухновская волость         |
| 254 | 69  | Холм             | 28            | 25            | Пухновская волость  | Усмынская волость          | Долговицкая волость        |
| 255 | 70  | Хухово           | 7             | 3             | Пухновская волость  | Крестовская волость        | Долговицкая волость        |
| 256 | 71  | Частые           | 23            | 16            | Пухновская волость  | Пухновская волость         | Пухновская волость         |
| 257 | 72  | Четверня         | 3             | 2             | Пухновская волость  | Крестовская волость        | Долговицкая волость        |
| 258 | 73  | Широни           | 17            | 8             | Пухновская волость  | Крестовская волость        | Долговицкая волость        |
| 259 | 74  | Щевачево         | 24            | 28            | Пухновская волость  | Крестовская волость        | Долговицкая волость        |
| 260 | 75  | Ясеновка         | 10            | 8             | Пухновская волость  | Западно-Двинская волость   | Пухновская волость         |